# Epirrhoe mirabilata
Epirrhoe mirabilata là một loài bướm đêm trong họ Geometridae.